# Opercularia hispida
Opercularia hispida är en måreväxtart som beskrevs av Spreng.. Opercularia hispida ingår i släktet Opercularia och familjen måreväxter. Inga underarter finns listade i Catalogue of Life.